# Copa de Oro Femenina de la Concacaf de 2000
El Copa de Oro Femenina de la Concacaf de 2000 fue la quinta edición oficial donde la concacaf organizó un torneo entre selecciones femeninas. El torneo tuvo sede en Estados Unidos, este torneo que también es el torneo de eliminación para la Copa Mundial Femenina de Fútbol.

## Sedes
| ?            |
| ------------ |
| ?            |
| Capacidad: ? |
| ?            |

## Participantes
Participaron seis selecciones nacionales de fútbol afiliadas a la Concacaf, más dos selecciones invitadas, divididas en dos grupos:
| Equipos participantes | Equipos participantes | Equipos participantes | Equipos participantes | Equipos participantes |
| --------------------- | --------------------- | --------------------- | --------------------- | --------------------- |
| Brasil                | Estados Unidos        | Canadá                | China                 |                       |
| Trinidad y Tobago     | México                | Costa Rica            | Guatemala             |                       |

## Resultados
Los horarios corresponden a la hora de Estados Unidos (UTC-?)

### Primera fase

#### Grupo A
| Equipo            | Pts | PJ | PG | PE | PP | GF | GC |
| ----------------- | --- | -- | -- | -- | -- | -- | -- |
| Brasil            | 7   | 3  | 2  | 1  | 0  | 19 | 0  |
| Estados Unidos    | 7   | 3  | 2  | 1  | 0  | 19 | 0  |
| Costa Rica        | 1   | 3  | 0  | 1  | 2  | 2  | 18 |
| Trinidad y Tobago | 1   | 3  | 0  | 1  | 2  | 2  | 24 |

#### Grupo B
| Equipo    | Pts | PJ | PG | PE | PP | GF | GC |
| --------- | --- | -- | -- | -- | -- | -- | -- |
| China     | 9   | 3  | 3  | 0  | 0  | 20 | 2  |
| Canadá    | 6   | 3  | 2  | 0  | 1  | 18 | 6  |
| México    | 3   | 3  | 1  | 0  | 2  | 10 | 7  |
| Guatemala | 0   | 3  | 0  | 0  | 3  | 0  | 33 |

### Fase final
|  | Semifinales         | Semifinales         |   |       | Final              | Final              |  |
|  | 30 de junio de 2000 | 30 de junio de 2000 |   |       | 2 de julio de 2000 | 2 de julio de 2000 |  |
|  |                     |                     |   |       |                    |                    |  |
|  |                     |                     |   |       |                    |                    |  |
|  | Estados Unidos      | 4                   |   |       |                    |                    |  |
|  | Canadá              | 1                   |   |       |                    |                    |  |
|  |                     |                     |   |       |                    |                    |  |
|  |                     |                     |   |       |                    |                    |  |
|  |                     |                     |   |       | Brasil             | 0                  |  |
|  |                     | Estados Unidos      | 1 |       |                    |                    |  |
|  |                     |                     |   |       |                    |                    |  |
|  |                     |                     |   |       |                    |                    |  |
|  |                     |                     |   |       | Tercer lugar       |                    |  |
|  |                     |                     |   |       |                    |                    |  |
|  | China               | 2                   |   | China | 2                  |                    |  |
|  | Brasil              | 3                   |   |       | Canadá             | 1                  |  |